# Перріс (Каліфорнія)
Перріс (англ. Perris) — місто (англ. city) в США, в окрузі Ріверсайд штату Каліфорнія. Населення — 78 700 осіб (2020).

## Історія
До приходу Каліфорнійської Південної залізниці ці пагорби заселяли корінні американці. Прихід Каліфорнійської Південної залізниці призвів до заснування міста навколо нового депо, на залізничній лінії між сучасними містами Барстоу та Сан-Дієго. Депо Перріса включене до Історичного обстеження американських будівель Бібліотеки Конгресу США. Через суперечку щодо права власності на землю в Пінакате більшість його мешканців переїхали на дві милі на північ по залізниці і заснували місто Перріс у 1885 році. Місто названо на честь Фреда Т. Перріса, головного інженера Каліфорнійської Південної залізниці. Місто Перріс було офіційно зареєстроване в 1911 році. Спочатку воно було частиною округу Сан-Дієго, але в 1892 році було передано новоствореному округу Ріверсайд.

## Географія
Перріс розташований за координатами 33°47′22″ пн. ш. 117°13′17″ зх. д. / 33.78944° пн. ш. 117.22139° зх. д. (33.789404, -117.221323).  За даними Бюро перепису населення США в 2010 році місто мало площу 81,59 км², з яких 81,31 км² — суходіл та 0,29 км² — водойми.

### Клімат
| Клімат : Перріс       | Клімат : Перріс | Клімат : Перріс | Клімат : Перріс | Клімат : Перріс | Клімат : Перріс | Клімат : Перріс | Клімат : Перріс | Клімат : Перріс | Клімат : Перріс | Клімат : Перріс | Клімат : Перріс | Клімат : Перріс | Клімат : Перріс |
| Показник              | Січ.            | Лют.            | Бер.            | Квіт.           | Трав.           | Черв.           | Лип.            | Серп.           | Вер.            | Жовт.           | Лист.           | Груд.           | Рік             |
| Середній максимум, °C | 15,6            | 17,2            | 17,2            | 23,3            | 29,4            | 32,2            | 38,9            | 38,9            | 32,8            | 27,8            | 25,0            | 17,8            | 26,4            |
| Середній мінімум, °C  | −1,1            | 0,0             | 1,1             | 5,6             | 8,3             | 11,1            | 13,9            | 15,0            | 11,7            | 8,3             | 4,4             | −2,8            | 6,3             |
| Норма опадів, мм      | 41              | 48              | 33              | 25              | 5               | 3               | 8               | 3               | 10              | 3               | 51              | 36              | 264             |
| --------------------- | --------------- | --------------- | --------------- | --------------- | --------------- | --------------- | --------------- | --------------- | --------------- | --------------- | --------------- | --------------- | --------------- |
| Джерело: Weatherbase  |                 |                 |                 |                 |                 |                 |                 |                 |                 |                 |                 |                 |                 |

## Демографія
Згідно з переписом 2010 року, у місті мешкало 68 386 осіб у 16 365 домогосподарствах у складі 14 347 родин. Густота населення становила 838 осіб/км².  Було 17906 помешкань (219/км²).
Расовий склад населення:
| - 42,3 % — білих - 12,1 % — чорних або афроамериканців - 3,6 % — азіатів - 0,9 % — корінних американців - 0,4 % — вихідців з тихоокеанських островів - 35,6 % — осіб інших рас |

До двох чи більше рас належало 5,1 %. Частка іспаномовних становила 71,8 % від усіх жителів.
За віковим діапазоном населення розподілялося таким чином: 37,0 % — особи молодші 18 років, 58,1 % — особи у віці 18—64 років, 4,9 % — особи у віці 65 років та старші. Медіана віку мешканця становила 25,9 року. На 100 осіб жіночої статі у місті припадало 98,3 чоловіків;  на 100 жінок у віці від 18 років та старших — 93,9 чоловіків також старших 18 років.
Середній дохід на одне домашнє господарство  становив 56 020 доларів США (медіана — 49 325), а середній дохід на одну сім'ю — 56 257 доларів (медіана — 49 459). Медіана доходів становила 37 498 доларів для чоловіків та 27 165 доларів для жінок. За межею бідності перебувало 25,3 % осіб, у тому числі 34,4 % дітей у віці до 18 років та 14,1 % осіб у віці 65 років та старших.
Цивільне працевлаштоване населення становило 26 070 осіб. Основні галузі зайнятості: освіта, охорона здоров'я та соціальна допомога — 17,2 %, роздрібна торгівля — 16,2 %, будівництво — 11,9 %, транспорт — 11,7 %.